# Parafia św. Jana Chrzciciela w Kłoczewie
Parafia Świętego Jana Chrzciciela w Kłoczewie – parafia rzymskokatolicka w Kłoczewie. Została erygowana w 1575. Obecny kościół parafialny wybudowany został w 1737 w stylu barokowym.

## Zasięg parafii
Do parafii należą wierni z miejscowości: Czernic, Janopol, Julianów, Kawęczyn, Kłoczew, Kurzelaty, Padarz, Przykwę, Sosnówkę, Wylezin oraz Zaryte.